# Xã Elm, Quận Allen, Kansas
Xã Elm (tiếng Anh: Elm Township) là một xã thuộc quận Allen, tiểu bang Kansas, Hoa Kỳ. Năm 2010, dân số của xã này là 1.257 người.